# Paphiopedilum emersonii
Paphiopedilum emersonii är en orkidéart som beskrevs av Harold Koopowitz och Phillip James Cribb. Paphiopedilum emersonii ingår i släktet Paphiopedilum och familjen orkidéer. IUCN kategoriserar arten globalt som akut hotad. Inga underarter finns listade i Catalogue of Life.